# Tom Körbler

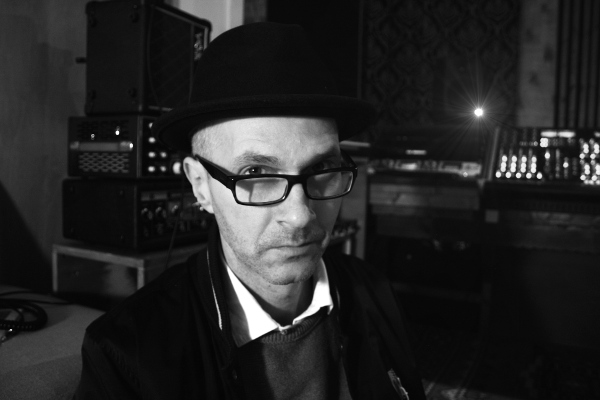
Tom Körbler (2017)

Thomas Körbler (* 1968 in Augsburg) ist ein deutscher Musikproduzent und Audio-Engineer. Er arbeitet als unabhängiger Produzent und Mix-Engineer in Berlin und Augsburg. 2016/2017 produzierte er Beatsteaks vs. Dirk von Lowtzow – French Disko für den Kinofilm Tschick, Carpet – Secret Box, Benni Benson – Alles ist ehrlich, Marathonmann – Mein Leben gehört dir.

## Leben
Im Alter von acht Jahren erreichte Tom Körbler seine Musikalität, indem er den ihm angedachten Musikunterricht ablehnte und selbstständig Gitarre und Schlagzeug erlernte. Als Gitarrist und Sänger trat er Mitte der 80er Jahre mit verschiedenen Punk-, Rock- und NewWave Bands auf. In dieser Zeit nutzt er das bandeigene Aufnahme-Equipment als Einstieg in die Tonstudiotechnik und betreute erste Aufnahmen in der lokalen Bandszene.
Als Live-Tontechniker war er u. a. für Girls Against Boys und deren Label Touch and Go Records, Fugazi, Cake Like, Acetone,  Neil Youngs Label Vapor Records, Melissa Auf der Maur, Sick of It All, Snapcase, Grotus und Alternative Tentacles, Die Toten Hosen, Atari Teenage Riot engagiert.
Seit 1999 ist er für die Berliner Band Beatsteaks als Live-Mix Engineer und für einzelne Produktionen wie das Live-Album Kanonen auf Spatzen (2008) als Co-Produzent und Recording-Engineer tätig.